# Кон, Альберт (общественный деятель)
Альберт Кон (1814—1877) — французский общественный деятель и педагог еврейского происхождения

## Биография
Родился в Братиславе (тогдашнем Пресбурге или Пожони) в 1814 году. Принадлежал к эльзасской семье, переселившейся в XVIII столетии в Венгрию. В 1824—1836 годы жил в Вене, где окончил философский факультет; одновременно с университетскими занятиями он изучал еврейский язык и другие восточные языки. Благодаря профессору Венриху (Wenrich) ему удалось получить место учителя еврейского языка в венской протестантской семинарии. В то же время он стал секретарём ориенталиста барона Хаммер-Пургшталя.
В 1836 году переехал в Париж и поступил, в качестве педагога, к барону Джеймсу Ротшильду; он обучал его трёх сыновей еврейскому языку; с ними же он посетил Палестину.
Потом был назначен заведующим благотворительными делами барона Ротшильда. Особенно много внимания стал посвящать парижской еврейской общине и сделал её — по части богатства общественно-благотворительных учреждений — образцом для других еврейских общин. Так как положение французских евреев не нуждалось в особой защите, то Кон обратил главное внимание на положение алжирских евреев, которым в первые годы оккупации французами Алжира приходилось много страдать; он дважды побывал в Алжире и представил, по возвращении оттуда, подробный доклад королю Луи-Филиппу и его сыну, герцогу Омальскому, о положении евреев, настаивая на необходимости постепенного уравнения алжирских евреев в правах с французскими гражданами.
В 1860 году посетил Марокко и Алжир и снова выступил в защиту евреев, в особенности марокканских, которым приходилось много переносить от испанцев. В целом он оказал большие услуги восточным евреям и за период от 1854 по 1869 г. не менее пяти раз посетил Африку и Малую Азию, причем, по поручению центральной консистории в Париже, специально отправился в Турцию, чтобы на месте изучить наиболее целесообразные способы помощи евреям.
Благодаря знанию восточных языков приобрёл значительную популярность в изучаемых им странах и дал очень ценные указания оказания помощи нуждающимся евреям. При его содействии были устроены в Александрии, Смирне, Яффе и Иерусалиме еврейские училища и больницы, а также целый ряд других благотворительных учреждений. Значимым было его выступление перед султаном Абдул-Меджидом в защиту турецких евреев, которые благодаря ему стали пользоваться на протяжении всей Оттоманской империи теми же правами, что и христианские подданные султана.
Помимо благотворительной деятельности, занимался также распространением среди французских евреев знаний по еврейству: в течение многих лет он читал популярный курс еврейской истории и другие лекции в еврейской семинарии в Париже. Он был членом центральной консистории Франции (был награжден крестом Почётного легиона).
Умер в Париже в 1877 году.